# Cesare Fracassini
Cesare Fracassi, né le 18 décembre 1838 à Rome et mort le 13 décembre 1868 dans la même ville, est un peintre italien.

## Biographie
Cesare Fracassi naît le 18 décembre 1838 à Rome. Il étudie la peinture à Rome, et réalise plusieurs fresques pour l'église San Lorenzo. Une de ses œuvres les plus importantes est Martyrs de Gorcum.

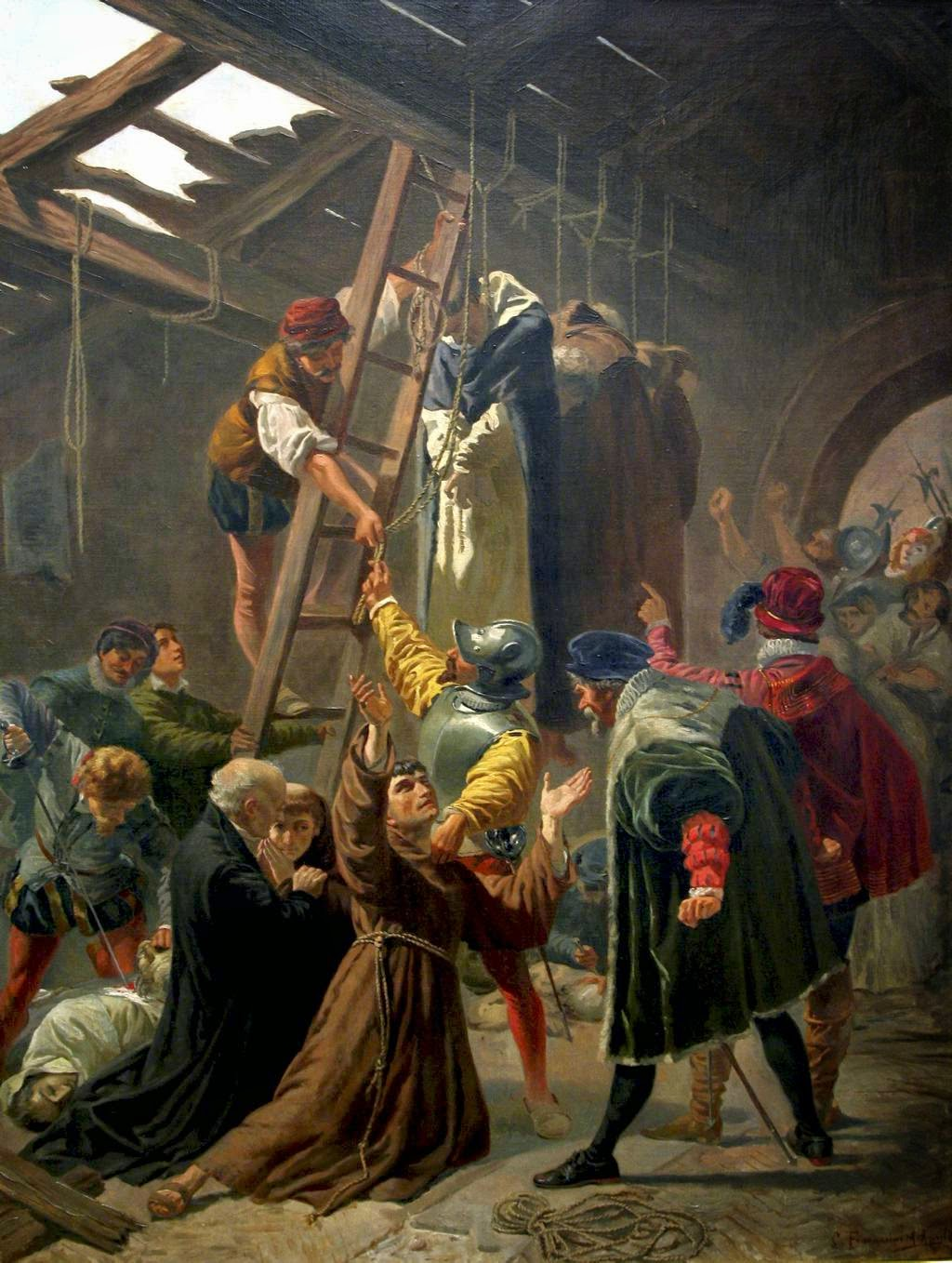
Représentation des Martyrs de Gorcum en 1572, exposée au musée du Vatican.

Il meurt le 13 décembre 1868 dans sa ville natale.